# Blücherpark
Der Blücherpark ist eine Grünanlage im Kölner Stadtteil Bilderstöckchen, Stadtbezirk Köln-Nippes. Der Volkspark entstand in den Jahren 1911 bis 1913 nach den Plänen des Gartenarchitekten Fritz Encke. Er gilt als der erste städtische Park für die im Nordwesten und Norden Kölns gelegenen ehemaligen Industrievororte Ehrenfeld und Nippes. Seine heutige Größe beträgt 18,4 ha. Der Blücherpark grenzt im Süden an den Parkgürtel (die Kreisstraße K12), im Westen an die A 57 und im Norden und Osten an Wohngebiete, die zwischen Äußere Kanalstraße und Escher Straße liegen. Auf der Ost-West-Achse wird die Parkfläche von der Heidemannstraße in Nord- und Südhälfte aufgeteilt. Hier befinden sich im Norden ein Sportplatz und im Süden ein Weiher. Der Name des Parks erinnert an den preußischen Generalfeldmarschall Gebhard Leberecht von Blücher.

## Beschreibung

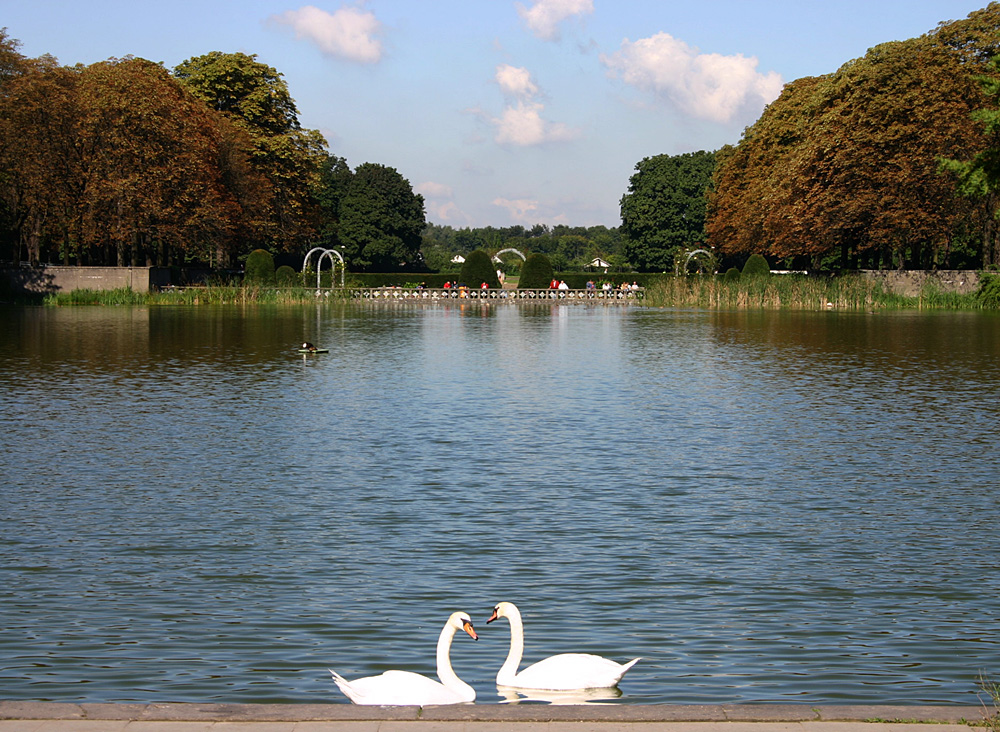
Blücherpark Weiher mit Schwänen

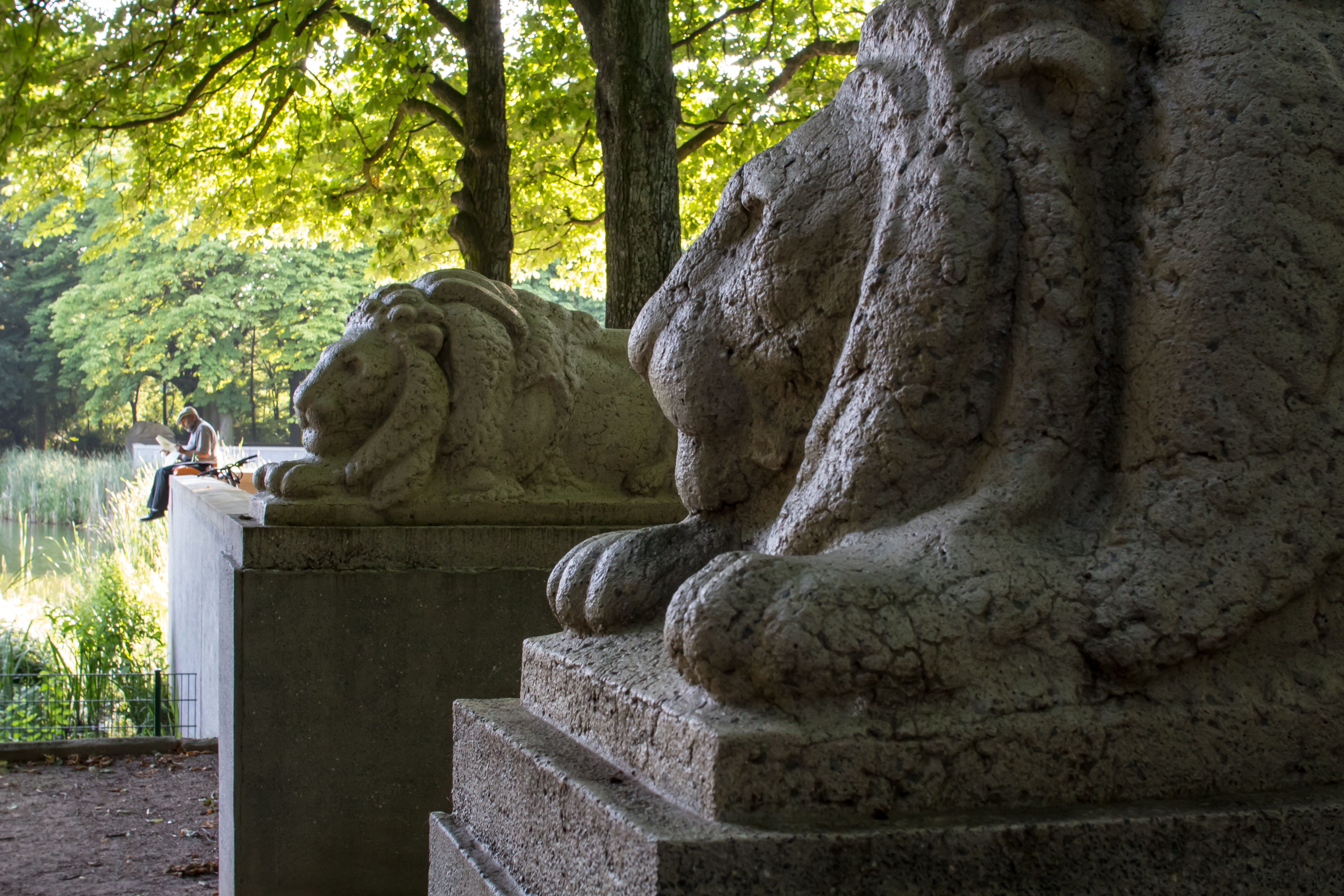
Blücherpark, Steinlöwen (2013)

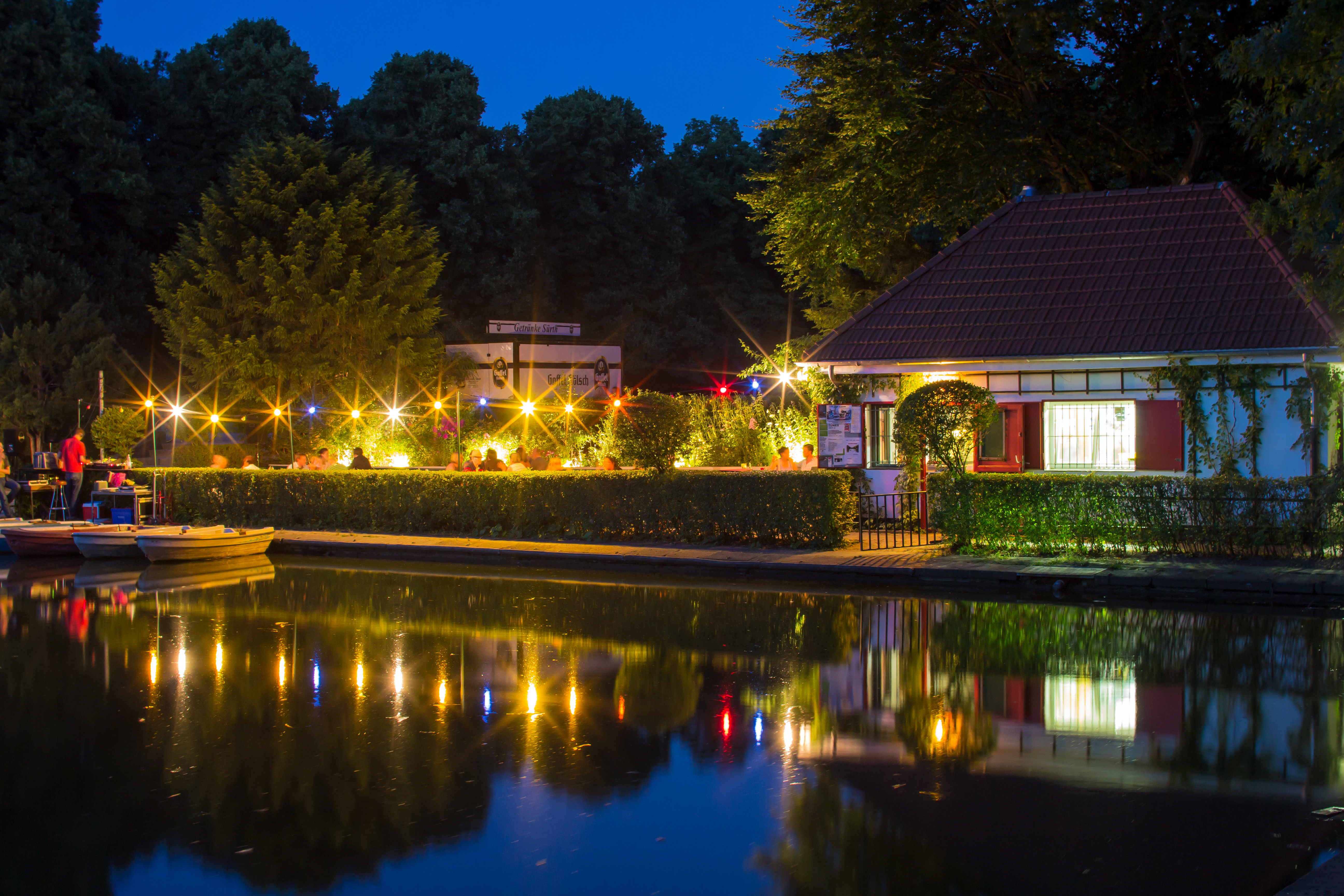
Bootshaus mit Biergarten (2013)

Der Blücherpark bildet ein etwa 700 m langes und 200 m breites Rechteck, an dem sich im Norden ein tiefer gelegener Sportplatz, auf dem der Fußballverein Vorwärts Blücherpark spielt, anschließt.
Im Gegensatz zu dem in weichen Formen gehaltenen Vorgebirgspark, der etwa um dieselbe Zeit angelegt wurde, ist der Blücherpark streng geometrisch gegliedert und erinnert an die Gartenschöpfungen der Barockzeit, die auf Prunk und Repräsentation bedacht waren.
Die Kernanlage des Blücherparks ist eingebettet in einen waldartigen Saum von jeweils unterschiedlicher Breite, der sich nach außen hin in weiten Teilen buchtenartig öffnet. In diesem Waldsaum liegen parallel zu den zahlreichen Alleen geführte Ruheplätze sowie eine kleine Unterstandshalle. Einen deutlich hervortretenden Haupteingang gibt es nicht; die Nebeneingänge werden vollkommen gleichwertig behandelt.
Sämtliche Teile des Parks sind einer großen Mittelachse zugeordnet, die ihren Kulminationspunkt in einem nicht aufgeführten Volkshaus hat, das in der Mitte der Parkanlage – auf der heutigen Freifläche zwischen Teich und südöstlichem Garten – liegen sollte. Encke hatte dieses Volkshaus als dreiflügelige Anlage geplant, mit einem herausgehobenen Mittelbau und zwei schmalen Seitenflügeln auf der Nordwestseite, die an eine Gartenterrasse grenzen sollten. Der Südostseite des Volkshauses sollte ein Platz vorgelagert sein, auf den die Wege der seitlichen Zugänge münden sollten.
Am südöstlichen Ende des Parks befindet sich ein polygonales Wasserbecken, das den Abschluss des Blumengartens markiert. Der Blick führt von diesem Punkt nach Nordwesten direkt auf die Baumgruppe am anderen Ende des Parks und gibt nicht nur einen Eindruck von der Symmetrie der Anlage, sondern vermittelt zugleich eine Offenheit und Weiträumigkeit, die in keinem anderen Kölner Park zu finden ist.
In dem polygonalen Wasserbecken, das über vier Treppen zugänglich ist, befindet sich eine kleine Fontäne. Früher war es von sehr hohen Pyramidenpappeln umgeben. Die Wegeführung in diesem Teil ist recht kleinteilig und führt in drei streng geometrisch und jeweils mit Hecken abgeteilten Ebenen zum Parkrand hin. Auffällig sind die zahlreichen Betonkugeln, die an den Wegekreuzungen entweder auf niedrigen Postamenten angebracht sind oder als massive Halbkugeln direkt aus dem Boden ragen – ein Motiv, das Encke auf der gegenüberliegenden Seite der Anlage wieder aufgreift, wo er den ursprünglichen Parkausgang mit ebendiesen Betonkugeln markierte. Nordwestlich des kleinen Wasserbeckens schließt sich eine langgestreckte Rasenfläche an, deren Mitte ein kreisrundes Blumenbeet ziert. Von den seitlich angelegten Platanenalleen führt jeweils ein kleiner Weg nach rechts und links auf einen von Bäumen umgebenen Platz. Der rechte Platz ist oval gehalten und mit Bänken ausgestattet. Er ist zugleich Ausgangspunkt der langen, nach Nordwesten führenden Lindenallee. Der linke Platz ist quadratisch angelegt und führt ursprünglich auf die Grolmannstraße. Heute stehen hier zwei Tischtennisplatten und mehrere Bänke.
Zwischen dem kleinteiligen Gartentrakt und dem Weiher liegt eine große Spielwiese, die von zwei rechteckig geschnittenen Waldpartien begrenzt wird. Hier sollte das nicht zur Ausführung gelangte Parkgebäude stehen.
Zu den Attraktionen des Blücherparks gehört der ca. 1,5 Hektar große rechteckige Weiher, der vom Frühling bis zum Herbst zum Bootfahren freigegeben ist und früher ein beliebter Wintertreff für Schlittschuhläufer war. Da der Weiher etwa 2,50 m tiefer liegt als das allgemeine Parkniveau, führen Treppen zu seinem schmalen Ufer und zum kleinen Bootshaus, dem ein Kiosk mit Restauration angegliedert ist. Die Terrasse des Bootshauses ist im Sommer stark frequentiert.
Der Weiher wird seitlich von zwei langen Lindenalleen gesäumt, die ihrerseits vom waldartigen Parkrand begrenzt werden. Ein quadratisch geschnittener Kinderspielplatz mit Klettergerüsten und Sandkästen befindet sich am nördlichen Parkrand.

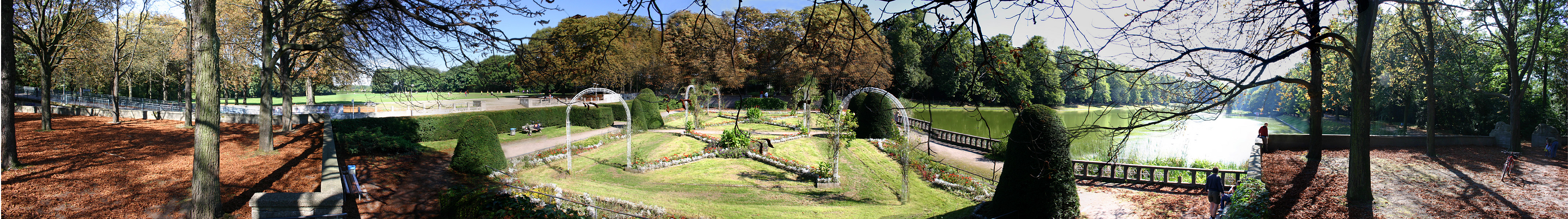
Blücherpark Blick über den Blumengarten. Rechts der Weiher, links die „Volkswiese“

Nach Westen hin findet der untere Teil des Blücherparks durch zwei mauergefasste, erhöht liegende und mit Kastanien bepflanzte Plätze ihren Abschluss. Beide Lindenalleen münden hier in breiten Treppen, deren Geländer mit je zwei liegenden Steinlöwen geschmückt sind. Auf dem linken Platz stand früher ein Erfrischungshäuschen. Auf dem rechten Platz befand sich ein Planschbecken, das heute mit Erde gefüllt ist und zum Blumenbeet umfunktioniert wurde. Von beiden Plätzen führen Treppen in einen symmetrisch angelegten Blumengarten hinunter. Die Wegeführung ist hier wieder kleinteilig gehalten und erlaubt es, zahlreiche Besucher zu den einzelnen Partien zu führen. Die Eckpunkte des Blumengartens sind jeweils mit pyramidenförmig geschnittenem Taxus bepflanzt; zur Straße hin wird der Trakt durch eine hohe Hecke mit mehreren Rosenbeeten abgeschlossen. Der nordwestliche Teil des Parks ist der Straße gegenüber um 0,70 m erhöht und nur über eine breite Steintreppe zugänglich. In den äußersten, zur Straße gewandten Ecken des Parks sind auch hier zwei mit Rosskastanien bestehende Plätze angelegt, so dass die Heidemannstraße wie eine Symmetrieachse erscheint, in der sich der nördliche und südliche Teil unmittelbar spiegeln.
Jenseits dieser beiden Plätze schließt sich eine große, von Ahornalleen umschlossene Rasenfläche an, die bis an das Parkende reicht. Encke hatte diese Rasenfläche als Volkswiese deklariert, die Raum zur körperlichen Betätigung und zur Entspannung geben sollte. Heute wird hier allerdings größtenteils nur körperliche Entspannung genossen.
Der Abschluss der Volkswiese und zugleich die nördliche Grenze des Parks bildet eine etwas angehobene Aussichtsbastion, die durch die beiden bereits erwähnten halbkreisförmigen Mauern, aber auch durch zwei hohe Pyramidenpappeln betont wird. Ein früher Entwurf sah an den beiden Ecken der Volkswiese hainartige Baumgruppen vor, ähnlich wie im Vorgebirgspark. Statt ihrer entschied man sich jedoch für zwei rechteckig angelegte Plätze. Ebenfalls geplant, aber nicht zur Ausführung kam ein Musikpavillon an der Südwestseite des Blücherparks.
Der nördliche Teil der Anlage, der auf dem Gelände einer ehemaligen Ziegeleigrube liegt, ist in sich abgeschlossen und enthält einen malerisch gelegenen Fußballplatz mit halbrundem Abschluss.
Eine noch sehr gut erhaltene Treppenanlage am Kopf des Sportplatzes führt in großzügig angelegten Bögen nach unten auf den Rasen und umschließt einen steil abfallenden Naturgarten. Ein Platz mit mehreren Familiensitzplätzen befindet sich an der Aussichtsbastion oberhalb der beschriebenen Treppenanlage. Ein großer Spielplatz mit zahlreichen Klettergerüsten, Schaukeln und Sandkästen liegt in der Querachse des Sportplatzes, unmittelbar an der Nordflanke des Parks.

## Geschichte der Entstehung
Seit 1904 hatte die Stadt Köln nach einem geeigneten Grundstück für den Blücherpark gesucht. Ihr Anliegen war aber dabei, nicht nur ein Gelände für den Park zu finden, sondern auch das umliegende (bis dahin landwirtschaftlich genutzte) Terrain zu erwerben, so dass die Kosten der Anlage durch die Wertsteigerung der Grundstücke, die der Park bewirken sollte, wieder erwirtschaftet werden konnten.
Sechs Jahre später war dieses Ziel erreicht, und der Beigeordnete Matzerath erläuterte auf der entscheidenden Ratssitzung vom 9. Dezember 1910 einen ersten Fluchtlinienplan.
Die Grundstücksspekulationen gingen jedoch durch den Ausbruch des Ersten Weltkriegs nicht auf und die „Landhausbebauung“ an der Südwestseite des Parks musste aufgegeben werden. Die 40 Hektar wurden stattdessen in den Jahren nach dem Krieg für Grundstücke zum Teil weniger wohlhabender Bürger freigegeben. Einzig an der Grolmanstraße konnte ein Teil der ursprünglichen Pläne verwirklicht werden.
Fritz Encke hatte bei der inhaltlichen Gestaltung des Blücherparks freie Hand, musste jedoch dem Wunsch der Stadtverordneten entsprechen, „dem Park eine solche Form zu geben, dass er auf den, der ihn durchwandert, einen möglichst großen, lang ausgedehnten Eindruck macht“. Aus verkehrstechnischen Gründen wurde dabei eine Querstraße geplant – ähnlich wie beim Vorgebirgspark –, die den Park in zwei Blöcke teilt und bis zum Bau der A 57 befahrbar war.
Encke entwarf eine streng symmetrisch gegliederte Anlage, die zu Beginn des 20. Jahrhunderts, das künstlerisch vom Jugendstil geprägt war, auf den ersten Blick etwas unzeitgemäß erschien. Er selbst schrieb über den Blücherpark, dass „nicht etwa die Sucht der Nachahmung jener Kunstrichtung (gemeint war der Barock) die Ursache der Gestaltung war“, sondern der Entwurf sich aus dem Bestreben ergab, den neuzeitlichen Anforderungen gerecht zu werden, die „man an den Volkspark einer Großstadt wohl stellen muss“. Der hohe Anteil benutzbarer Flächen – wie Ruhegärten, Planschbecken, Kinderspielplätze, Volkswiese, Weiher und Bootshaus oder Tennisplätze – ist deshalb nicht zufällig, sondern Programm.
Der Stadt Köln war dieser exklusive Gestaltungsansatz offenbar sehr willkommen, denn schon in der erwähnten Ratssitzung vom 9. Dezember 1910 hieß es: Der Blücherpark wird „alle praktischen Bedürfnisse der Bevölkerung in der prägnantesten Form befriedigen, so dass man tatsächlich kaum in einer anderen Stadt in der Nähe eine Anlage von ähnlicher Großzügigkeit finden wird“.
Als Erholungsstätte nicht nur für die Bürger Ehrenfelds und Nippes', sondern auch für die Bewohner der Altstadt und Neustadt war der Park dann tatsächlich einige Jahrzehnte lang eine beliebte und leicht erreichbare Erholungsstätte. Die Schlachthofbahn, die fast bis zum Eingang des Parks führte, galt darüber hinaus als willkommenes Vehikel für den Transport der Parkbesucher von der Alt- zur Neustadt.
Nach den Plänen Fritz Schumachers sollte der Blücherpark – um Sportanlagen und Kleingärten erweitert – eine der sogenannten radialen Speichen werden, die den Äußeren mit dem Inneren Grüngürtel verbinden sollten, um für eine noch bessere Durchgrünung der Stadt zu sorgen. Bis heute ist dieser heute Grünachse Nord genannte Grünzug nur bruchstückhaft vorhanden; ein großer Teil des vorgesehenen Geländes wird in den nächsten Jahren ausgebaut.

## Neubau des Weihers 2019/20

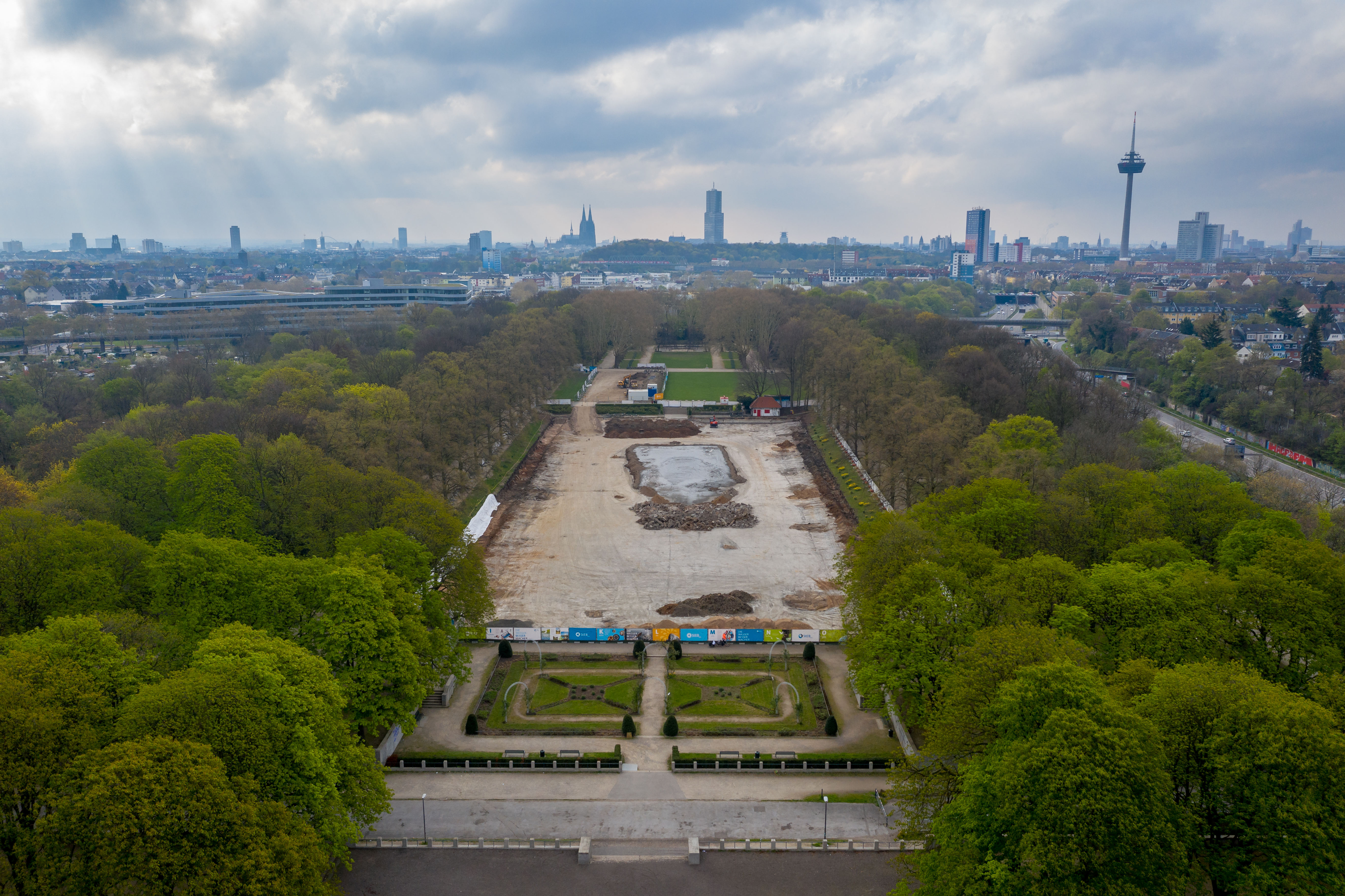
Abriss und Neubau des Weihers im April 2019

Der große Weiher des Blücherparks hatte zuletzt gravierende Schäden an Umfassung und Bodenplatte und verlor deshalb jährlich etwa 30 000 Kubikmeter Wasser. Auch galt die Anlage als verschlammt, was die Wasserqualität minderte. Daher führen die Stadtentwässerungsbetriebe (StEB) in den Jahren 2018 bis 2020 einen Abriss und Neubau der denkmalgeschützten Anlage durch. Bereits sanierte Teile der Einfassung bleiben erhalten, ebenso wie das Bootshaus, das allerdings während der Bauzeit nicht genutzt werden konnte. Die im Weiher lebenden Tiere wurden eingefangen und vorübergehend umgesiedelt. Letzteres war schon im April 2016 einmal notwendig, als die Polizei wegen einer Mordermittlung den Weiher leerpumpen ließ. Der erneuerte Weiher wurde bis Ende des Jahres 2019 neu befüllt und Anfang 2020 renaturiert.
Nach dem Neubau ist der Teich mit einer Tiefe von 2,60 Meter über einen Meter tiefer als vorher (1,50 Meter).

## Trivia

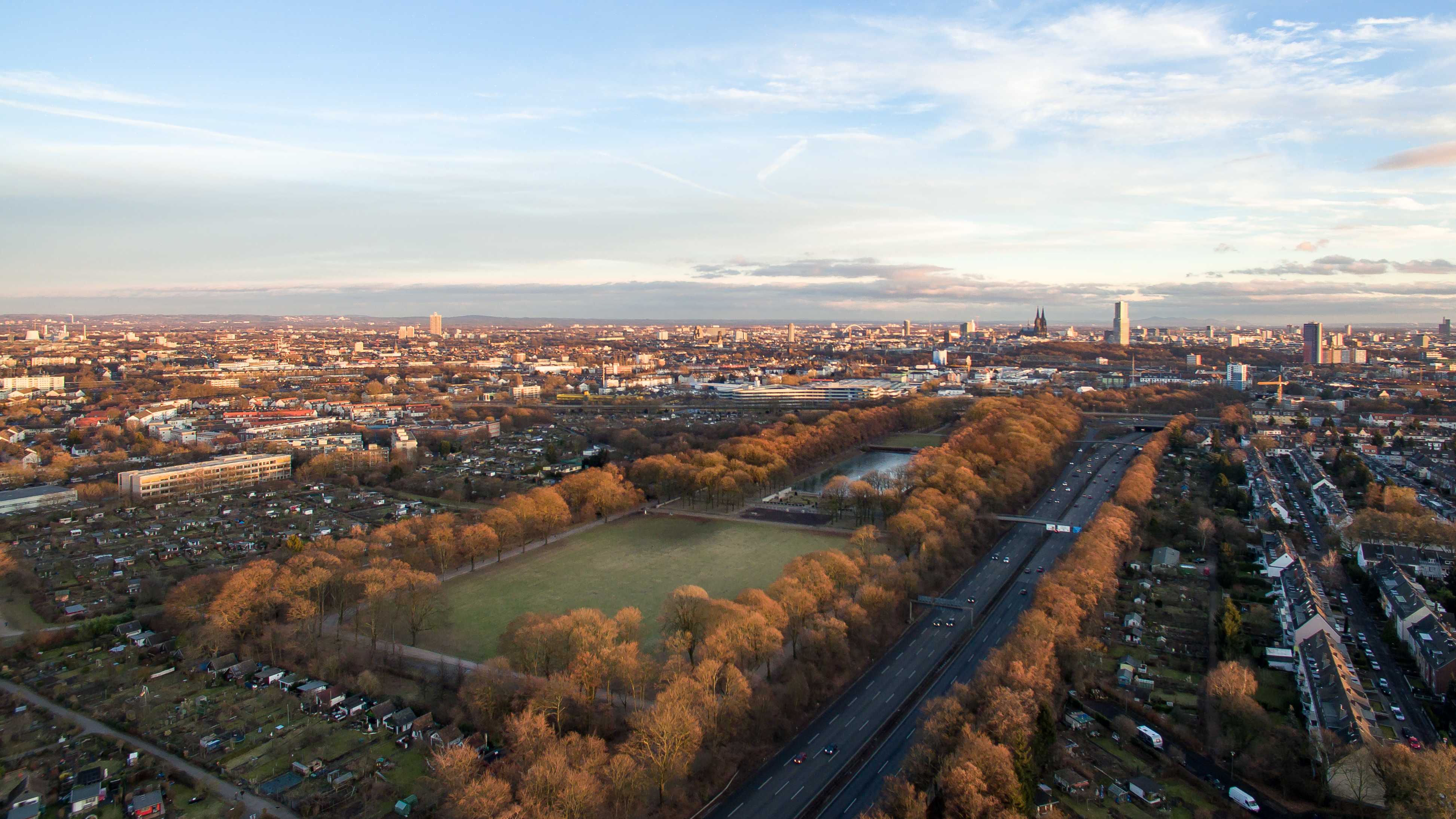
Blücherpark aus der Luft. Die Bundesautobahn 57 bildet die Grenze zum Stadtteil Neuehrenfeld (2017)

Nicht überall bekannt ist die Zugehörigkeit des Parks zum Stadtteil Bilderstöckchen. Von Encke wurde der Blücherpark 1925 als „zwischen den Stadtteilen“ gelegen beschrieben. Tatsächlich zeigten Karten den Park bis zum Bau der Autobahn 57 als Neuehrenfeld zugehörig, und erst die Gebietsneuordnung des Jahres 1975 schuf letztlich Klarheit über die Lage im Stadtteil Bilderstöckchen, Stadtbezirk Köln-Nippes. Über drei die A 57 überspannende Fußgängerbrücken und über die Gürtelstraße ist der Park von der Neuehrenfelder Seite so unmittelbar erschlossen, dass er für viele „gefühlt“ eine Ehrenfelder Grünanlage darstellt.